# Championnat d'Europe masculin de rink hockey 1932
Navigation
Championnat d'Europe masculin 1931 Championnat d'Europe masculin 1934
Le Championnat d'Europe de rink hockey masculin 1932 est la 7e édition de la compétition organisée par le Comité européen de rink hockey et réunissant les meilleures nations européennes. Cette édition a lieu à Herne Bay, en Angleterre.
L'équipe d'Angleterre remporte pour la septième fois consécutive le titre européen de rink hockey.

## Participants
Six équipes prennent part à cette compétition.
- Allemagne
- Angleterre
- Belgique
- France
- Portugal
- Suisse

## Résultats
| Rang | Équipe     | Pts | J | G | N | P | Bp | Bc | Diff |  | Résultats  |  |     |     |      |     |      |
| ---- | ---------- | --- | - | - | - | - | -- | -- | ---- |  | ---------- |  | --- | --- | ---- | --- | ---- |
| 1    | Angleterre | 10  | 5 | 5 | 0 | 0 | 38 | 11 | +27  |  | Angleterre |  | 8-3 | 7-2 | 4-2  | 5-4 | 14-0 |
| 2    | Allemagne  | 8   | 5 | 4 | 0 | 1 | 21 | 16 | +5   |  | Allemagne  |  |     | 6-4 | 3-2  | 1-0 | 8-2  |
| 3    | France     | 6   | 5 | 3 | 0 | 1 | 29 | 17 | +12  |  | France     |  |     |     | 10-1 | 5-1 | 8-2  |
| 4    | Portugal   | 4   | 5 | 2 | 0 | 3 | 11 | 19 | -8   |  | Portugal   |  |     |     |      | 3-1 | 3-1  |
| 5    | Suisse     | 2   | 5 | 1 | 0 | 4 | 8  | 15 | -7   |  | Suisse     |  |     |     |      |     | 2-1  |
| 6    | Belgique   | 0   | 5 | 0 | 0 | 5 | 6  | 35 | -29  |  | Belgique   |  |     |     |      |     |      |